# Les Vautours (film, 2018)
Pour les articles homonymes, voir Les Vautours.
Pour plus de détails, voir Fiche technique et Distribution.
Les Vautours ou La Mule (Vargur) est un thriller dano-suédo-islandais écrit et réalisé par Börkur Sigthorsson, sorti en 2018. 

## Synopsis
En Islande, tout oppose les deux frères Erik et Alti. Le premier incarne la réussite sociale, ayant réussi dans les affaires et incarnant la modernité du pays. Le second, un petit criminel tout juste sorti de prison, peine à s'en sortir. Pourtant, ils décident de s'enrichir grâce au trafic de drogue. Pour cela, ils engagent une jeune femme, Sofia, pour qu'elle devienne leur mule en avalant des capsules de cocaïne pour les transporter dans le pays. Mais leur business est en danger lorsqu'une policière déterminée, Lena, les traque pour les faire tomber et qu'un gang rival se révèle prêt à tout pour récupérer leur marché.

## Fiche technique
- Titre original : Vargur[1]
- Titres français : Les Vautours ou La Mule[2]
- Réalisation et scénario : Börkur Sigthorsson[3]
- Montage : Sigvaldi J. Kárason et Elísabet Ronaldsdóttir
- Musique : Ben Frost
- Photographie : Bergsteinn Björgúlfsson
- Production : Agnes Johansen et Baltasar Kormákur
- Société de production et distribution : RVK Studios[4]
- Pays d'origine :  Islande,  Danemark,  Suède[5]
- Langue originale : islandais
- Format : couleur
- Genre : thriller
- Durée : 95 minutes
- Dates de sortie  :
  -  Islande : 4 mai 2018
  -  France : 29 mai 2019 (sur Canal + Cinéma)

## Distribution
- Baltasar Breki Samper : Atli
- Gísli Örn Garðarsson : Erik
- Anna Próchniak : Sofia
- Marijana Jankovic : Lena
- Ingvar E. Sigurðsson : David
- Steinunn Ólína Þorsteinsdóttir: Kristin
- Sigurður Sigurjónsson : Samuel
- Gunnar Bersi Björnsson : un officier de police
- Sveinn Ólafur Gunnarsson : le nordiste
- Kristín Þóra Haraldsdóttir : inspectrice de police
- Aldís Amah Hamilton : Sandra
- Rúnar Freyr Gíslason : Oskar
- Elma Lísa Gunnarsdóttir : l'hôtesse
- Valur Freyr Einarsson : héritier
- Didda Jónsdóttir : Lára
- Frosti Runólfsson : Benni
- Sunneva Weishappel : Tara
- Zlatko Krickic : Brando

## Article annexe
- Psychotrope au cinéma et à la télévision